# Русские в Монголии
Русские в Монголии — часть русской диаспоры, проживающая в Монголии. По данным посольства России на 2018 год, в Монголии постоянно проживают более 2000 российских граждан. Потомков русских, переехавших в Монголию в начале XX века или в советское время в качестве приглашённых специалистов, монголы называют «местный орос» (местные русские). Сами русские старожилы Монголии называли себя монголёрами.

## История
После заключения Российской империей и цинским Китаем Тяньцзиньского (в 1858 году) и Пекинского (в 1860 году) договоров, а также «Правил сухопутной торговли» (1862), которые разрешили торговлю русских купцов в Монголии (входившей тогда в состав Китая) и открытие российского консульства в Урге, в Монголию стали прибывать русские купцы, казаки, мещане, крестьяне. К 1865 году в Монголии побывало уже 3977 человек из Российской империи, и некоторые из них остались там на постоянное жительство, положив начало формированию русской колонии в Монголии.
К 1869 году русские торговцы из района Тунки (Иркутская губерния) проникли на монгольские земли у озера Косогол. Здешние монголы первое время чуждались их, опасаясь негативной реакции ургинских властей. Но затем они убедились в том, что ургинские правители признают право русских торговать и жить на этой территории. В Косоголе водилось большое количество рыбы и русские стали заниматься здесь рыболовством. Попыткам русских строить здесь дома долгое время препятствовали монгольские ламы. Тогда русские стали ставить монгольские юрты и обносить их деревянными заборами, а позднее стали строить и дома.
В начале XX века в Монголии действовало 15-20 российских торговых домов, осуществлявших экспортно-импортные операции (например, торговый дом «Коковин и Басов», «Русское экспортное товарищество», фирма «Стукен и Ко», торговый дом «А. В. Швецов и сыновья», «Русско-монгольское товарищество» и другие), которые занимались чайной торговлей и закупкой монгольского сырья — прежде всего, овечьей и верблюжьей шерсти. Русские учили монголов сеять хлеб, косить сено, носить валенки зимой; монголы, в свою очередь, научили русских пить свой особый чай. Заключались и браки между русскими и монголами. Строительство православной церкви в Урге, деятельность православных миссионеров приводили к тому, что некоторые монголы принимали православие.
В 1911 году, после Синьхайской революции в Китае, Внешняя Монголия провозгласила независимость, русские продолжали жить в ней.
В 1921 году при советской поддержке в Монголии был установлен просоветский режим. После этого около четырёх тысяч из примерно пяти тысяч живших там русских перебрались в Маньчжурию, США, другие страны, а некоторая часть в СССР.
В бассейне реки Еро действовали советско-монгольские золотодобывающие концессии. На них около четверти всех рабочих составляли советские жители приграничной полосы. В 1930-е годы приисковые рабочие вывозили свои семьи из Забайкалья в Северную Монголию, что положило начало появлению русских поселений Бельчир, Ибициг, Шарагол, Жаргалантуй, Шамар. Русские поселения тяготели к посёлку Корнаковка — бывшей усадьбе кяхтинского купца И. И. Корнакова, где поселились ещё в конце XIX в. забайкальские старообрядцы.
В 1930-е годы русские старожилы Забайкалья, семейские, а также забайкальские казаки бежали от коллективизации в Монголию.
На строительстве Улан-Баторской железной дороги и других железных дорог в Монголии работали советские заключённые ГУЛАГа.
Тесные отношения СССР и Монголии сопровождалось потоком советских специалистов и рабочих, которые участвовали в индустриализации Монголии. По данным Управления по делам иностранных граждан и гражданства Монголии, в 1990 году в стране проживало более 110 тысяч советских граждан.
После 1991 года бывшие советские граждане стали массово покидать Монголию. Однако уехали из Монголии не все. Потомки этих русских семей и дети, рождённые в браках с монгольскими гражданами, являются гражданами Монголии. Большинство российских граждан в Монголии в настоящее время работают в горнорудных, строительных и других компаниях с российским участием, немалое их число работает и в образовательных учреждениях, где преподают русский язык.
Русский язык в Монголии с 2007 года преподается в средних школах с 7-го класса. Более 25 центров русского языка (ЦРЯ) действует при крупнейшем представительстве Россотрудничества в Азиатско-Тихоокеанском регионе — Российском центре науки и культуры (с 2021 года — «Русский дом»), множество других ЦРЯ работает при общеобразовательных школах и других учебных заведениях.
В период российского вторжения на территорию на Украину увеличилась волна эмиграции из России несогласных с действиями властей, в том числе россияне ехали в Монголию.